# Земљотрес у Салти 1692.
Земљотрес Салта 1692 догодио се у провинцији Салта, у Аргентини, 13. септембра 1692. године у 11 ујутру по локалном времену.  Регистровано је 7,0 на Рихтеровој скали магнитуде и налазио се на дубини од 30 km (19 mi). Потресни удар и даље се осећао до 15. септембра. 

## Штета и губици
Разарајућа сила земљотреса Салта 1692. измерена је IX на Меркалијевој скали интензитета. Земљотрес је потпуно уништио мало село Нуестра Сењора де Талавера, у провинцији Салта. Нанео је 13 смртних случајева и повреда, као и значајну штету граду Салти . 

## Последице
Салтено каже да број жртава није био већи јер се земљотрес догодио током дана и да су сељани могли да предузму мере да спрече већу штету. Прича се да је усред хаоса земљотреса, док су се куће тресле и отпадали кровови, да је слика Безгрешног зачећа (тада званог Вирген дел Милагро), која се тада налазила у главној катедрали, пала. неких три метра до земље. ељани, који су отрчали у цркву да се моле, видели су да слика није само неоштећена од пада, већ да је пала под ноге Христове слике. Села су протумачила да је слика посредовала Христу у име села. Следећег дана сељани су парадирали сликом улицама. Салтенос је почео да поштује слику и моли се да заустави земљотрес. Подрхтавање се наставило још два дана.  
8. октобра 1692. градско веће Салте означило је догађаје од 13. до 15. септембра као чудесне. Нуестра Сенора дел Милагро постављена је за „заступницу“ града и 13. септембра је проглашена националним празником. 15. октобра препозната је као заштитница и адвокатица Салте.  Чудесни догађаји од 13. до 15. септембра 1692. године започели су оно што је постало годишња Фиеста дел милагро (Празник чуда) 15. септембра сваке године.    Прославе започињу свечаностима већ 6. септембра и настављају се до 15. када се улицама у великој поворци парадирају Христове слике и Вирген дел Милагро.  Фиеста дел милагро је најпопуларнији верски фестивал у Салти и један од најважнијих у Аргентини. 